# Курганка
Курга́нка — село в Україні, в Криворізькому районі Дніпропетровської області. Входить до складу Новолатівської сільської громади. 
До 2016 року орган місцевого самоврядування —  Зеленобалківська сільська рада. Населення — 20 мешканців.

## Географія
Село Курганка знаходиться на відстані 1,5 км від села Нове і за 5 км від села Зелена Балка. По селу протікає пересихаючий струмок з загатою.

## Населення

### Мова
Розподіл населення за рідною мовою за даними перепису 2001 року:
| Мова       | Кількість | Відсоток |
| ---------- | --------- | -------- |
| українська | 20        | 100%     |

## Об'єкти соціальної сфери
- Школа.
- Дитячий садочок.
- Клуб.
- Будинок культури.
- Фельдшерсько-акушерський пункт.
- Лікарня.
- Спортивний майданчик.
- Стадіон.

## Інтернет-посилання
- Погода в селі Курганка [Архівовано 20 грудня 2011 у Wayback Machine.]

1. ↑  Рідні мови в об'єднаних територіальних громадах України — Український центр суспільних даних